# Theridion paraense
Theridion paraense là một loài nhện trong họ Theridiidae.
Loài này thuộc chi Theridion. Theridion paraense được Herbert Walter Levi miêu tả năm 1963.